# Sterolibacteriaceae
Die Sterolibacteriaceae sind eine Familie von Bakterien im Phylum (botanisch: Abteilung) Pseudomonadota, früher auch Proteobacteria genannt.
Die Familie wurde 2017 durch Rich Boden et al.  auf der Grundlage von 16S-rRNA-Gensequenzen umschrieben und umfasste ursprünglich die Gattungen Sterolibacterium (Typusgattung), Methyloversatilis, Sulfurisoma, Sulfuritalea, Denitratisoma und Georgfuchsia. Die Mitglieder zeigen einen vielfältigen Stoffwechsel, zu ihnen gehören Methylotrophe, fakultativ Autotrophe, Denitrifizierer (englisch denitrifiers) und obligate Anaerobier, die Eisen oder Mangan als terminale Elektronenakzeptoren verwenden. Autotrophe Mitglieder verwenden reduzierten Schwefel oder Eisen als Elektronendonatoren.
Die Mitglieder besitzen eine Oxidase (Oxidase-positiv), aber nicht unbedingt eine Katalase (Katalase-variabel). Sie enthalten als Hauptbestandteile in der Regel hydroxylierte gesättigte Fettsäuren. Das vorherrschende Atmungschinon ist  Ubichinon-8 (UQ-8).
Die Typusgattung dieser Familie ist Sterolibacterium Tarlera & Denner 2003.
Die genaue taxonomische Stellung dieser Familie bzw. ihrer Mitgliedsgattungen ist derzeit (2023) noch in der Diskussion; die Zugehörigkeit zu den β-Proteobacteria innerhalb der Pseudomonadota (früher Proteobacteria) wird jedoch nicht angezweifelt.
Die Typusgattung dieser Familie wurde n von Garrity et al. (2006) zuvor alternativ in die Familie Rhodocyclaceae der β-Proteobacteria gestellt;
Die Genome Taxonomy Database (GTDB) stellt aber auch aktuell (August 2023) noch alle Mitgliedsgattungen in diese Familie.
Umgekehrt stellt beispielsweise die Taxonomie des National Center for Biotechnology Information (NCBI) die Gattung Rugosibacter nicht zu den Rhodocyclaceae, sondern hier zu den Sterolibacteriaceae.

## Systematik
Die folgende Systematik der Familie beruht auf der List of Prokaryotic names with Standing in Nomenclature (LPSN, hier: L), ergänzt um Angaben gemäß der Taxonomie und Gen-Datenbank des National Center for Biotechnology Information (NCBI, hier: N) und der Genome Taxonomy Database (GTDB, hier: G), Stand: 24. August 2023 (offizielle Taxa komplett, andere auszugsweise):
Phylum: Pseudomonadota
- Klasse: Betaproteobacteria > Ordnung: Nitrosomonadales > Familie: Sterolibacteriaceae Boden et al. 2017[1] Rhodocyclaceae Garrityet al. 2006 emend. Boden et al. 2017 (L,N)[3]

In der GTDB ist diese Familie in Gänze mit der Gammaproteobacteria-Familie Rhodocyclaceae verschmolzen (offenbar sind dort die Betaproteobacteria ein Synonym der Gammaproteobacteria):
- Klasse: Gammaproteobacteria > Ordnung: Burkholderiales (G; N: Rhodocyclales) > Familie: Rhodocyclaceae Garrity et al. 2006 emend. Boden et al. 2017 (G)
  - Gattung: Denitratisoma Fahrbach et al. 2006 (G,L,N)[9]
    - Spezies: D. oestradiolicum Fahrbach et al. 2006 (G,L,N)
mit Referenzstamm DSM 1695 (G,N) und Stamm DSM 16959 (G)
    - Spezies: D. sp007833355 (G) syn. D. sp. DHT3 (N)[10]

  - Gattung: Georgfuchsia Weelink et al. 2011 (G,L,N)[11]
    - Spezies: G. toluolica Weelink et al. 2011 (G,L,N)
mit Referenzstamm G5G6 (G,N)
    - Spezies: G. sp. SYC60 (N)

  - Gattung: Candidatus Methylophosphatis Singleton et al. 2021 (G,N)[12][13]
    - Spezies: Ca. M. haderslevensis (G,N)
mit Referenzstamm Hade_18-Q3-R52-61_BATAC.316 (G,N)
    - Spezies: Ca. M. roskildensis (G,N)
mit Referenzstamm Bjer_18-Q3-R1-45_BAT3C.347 (G,N) und Stämmen EsbW_18-Q3-R4-48_BAT3C.93, Hirt_18-Q3-R61-65_MAXAC.231 und Ega_18-Q3-R5-49_BATAC.204 (G)
    - Spezies: M. sp016791115 (G) syn. Rhodocyclaceae bacterium isolate new MAG-172 (N)
mit Referenzstamm new MAG-172 (G,N)

  - Gattung: Methyloversatilis Kalyuzhnaya et al. 2006 (G,L,N)[14]
    - Spezies: M. discipulorum Smalley et al. 2015 (G,L,N)
mit Referenzstamm FAM1 (G,N) und Stämmen new MAG-176 und RZ94 (G)
    - Spezies: M. discipulorum_A (G)
mit Referenzstamm RZ18-153 und Stämmen MAG_40, S2_005_003_R2_39, 46_gen_cov.2, LaCa_MAG_2, KkPmcVOWp7_bin.13.MAG und MAG_31 (G)
    - Spezies: M. thermotolerans Doronina et al. 2014 (G,N)
mit Referenzstamm 3t (G,N)
    - Spezies: M. universalis Kalyuzhnaya et al. 2006 (G,N)
mit Referenzstamm FAM (G,N) und Stämmen HJF.7, Gpa_18, OH_HBlB_255 und Fam500 (G)
    - Spezies: M. universalis_A (G)
mit Referenzstamm EHg5 (G)
    - Spezies: M. sp001713355 (G) syn. M. sp. RAC08 (N)
mit Referenzstamm RAC08 (G,N)
    - Spezies: M. sp016791045 (G) syn. M. sp. isolate new MAG-175 (N)
mit Referenzstamm new MAG-175 (G,N) und Stamm MAG_11 (G,N: M. discipulorum isolate MAG_11)
    - Spezies: M. sp017984755 (G) syn. M. sp. isolate Go_SlAct_bin_233, M. sp. isolate Gw_SlAct_bin_352, M. sp. Go_Eff_bin_37 (N)
mit Referenzstamm Go_SlAct_bin_233 (G,N) und Stämmen Gw_SlAct_bin_352 und Go_Eff_bin_37 (G,N)
    - Spezies: M. sp018824085 (G) syn. Gammaproteobacteria bacterium isolate Modern_marine_planktonic.mb.20, Gammaproteobacteria bacterium isolate MMS_A.mb.16, Gammaproteobacteria bacterium isolate Modern_marine.mb.255, Gammaproteobacteria bacterium isolate MMS_B.mb.31 (N)
mit Referenzstamm Modern_marine_planktonic.mb.20 und weiteren Stämmen (G)
    - Spezies: M. sp020621405 (G) syn. Betaproteobacteria bacterium isolate AG20 (N)
mit Referenzstamm AG20 (G,N)
    - Spezies: M. sp024580145 (G) syn. M. sp. XJ19-49
mit Referenzstamm XJ19-49 (N) und Stamm XJ19-13 (G,N)

  - Gattung: Candidatus Nitricoxidireducens Garrido-Amador et al. 2023[15] (N: syn. zu Ca. Nitricoxidivorans, nicht GTDB)
    - Spezies: Ca. Nitricoxidireducens bremensis Garrido-Amador et al. 2023 (N) alias Sterolibacteriaceae bacterium MAG5 (N)[16]

  - Gattung: Candidatus Nitricoxidivorans Garrido-Amador et al. 2023 (N)[15] (N, nicht GTDB)
    - Spezies: Ca. Nitricoxidivorans perseverans Garrido-Amador et al. 2023 (N) alias Sterolibacteriaceae bacterium MAG1 (N)[17]
    - Spezies(?): MAG Fen-1000 (N: Rhodocyclaceae bacterium isolate fen_1000)[15]
    - Spezies(?): NAG Fen-999 (N: Rhodocyclaceae bacterium isolate fen_999)[15]

  - Gattung: Rugosibacter Corteselli et al. 2017 oder Corteselli et al. 2017 emend. Kojima et al. 2022 (N;[5] G,L: zu Rhodocyclaceae)
    - Spezies: R. aromaticivorans Corteselli et al. 2017 (G,N,L)
mit Referenzstamm Ca (G,N) alias ATCC:TSD-59 oder DSM:103039 (N) und Stamm GW715_bin.19 (G) und PG1-Ca6 (N)

  - Gattung: Sterolibacterium Tarlera & Denner 2003 (G,L,N)[18][19][20]
    - Spezies: S. denitrificans Tarlera & Denner 2003 (G,L,N) Typus (L),[20]
mit Referenzstamm Chol (G) alias Chol-1S, ATCC:BAA-354 oder DSM:13999 (N)[21][22]
    - Spezies: S. sp018061005 (G) syn. S. sp. isolate Gw_Eff_bin_535 (N)[23]
    - Spezies: S. sp018062105 (G) syn. S. sp. isolate Gw_Eff_bin_349 (N)[24] inkl. Stamm/Isolat Gw_SlAct_bin_196 (G)
    - Spezies: S. sp019105045 (G) syn. S. sp. isolate DF_1_1.72 (N)[25]

  - Gattung: „Sulfuricystis“ Kojima et al. 2022 (L,N) syn. UBA2250 (G) 
    - Spezies: „S. multivorans“ Kojima et al. 2022 (L,N) syn. UBA2250 sp004323595 (G)
mit Referenzstamm M52 (G,N) alias NBRC:11401 oder BCRC:81317 (N) und Stamm TT109_2_64_177 (G)
    - Spezies: „S. thermophila“ (N) syn. UBA2250 sp003966565 (G)
mit Referenzstamm J5B (G,N) alias DSM:104688, NBRC:112605, BCRC:81316 (N)
    - Spezies UBA2250 sp002347285 (G) syn. Rhodocyclaceae bacterium UBA2250 (N)
mit Referenzstamm UBA2250 (G,N)

  - Gattung: Sulfurisoma Kojima & Fukui 2014 (G,L,N)[26]
    - Spezies: S. sediminicola Kojima & Fukui 2014 (G,L,N)[15]
mit Referenzstamm BSN1 (G,N) alias BSN1, DSM:26916, NBRC:109412 (N) und Stamm DSM 26916 (G)
    - Spezies: S. sp018825305 (G) syn. Gammaproteobacteria bacterium isolate Modern_marine_glass_biofilm.mb.13 (N)[27]
    - Spezies: S. sp020048435 (G) syn. Sulfuritalea sp. isolate Bin_4_3_4 (N)[28]

  - Gattung: Sulfuritalea Kojima & Fukui 2011 (G,L,N)[29]
    - Spezies: S. hydrogenivorans Kojima & Fukui 2011(G,L,N)[15]
mit Referenzstamm DSM 22779 (G,N) alias sk43H, NBRC:105852 (N)
    - Spezies: S. hydrogenivorans_A (G)
mit Referenzstamm MiH-14oct19-193 (G)
    - Spezies: S. sp001828935 (G) syn. Rhodocyclales bacterium RIFCSPLOWO2_02_FULL_63_24 (N)[30]

## Etymologie
Die Bezeichnung der Familie Sterolibacteriaceae setzt sich zusammen aus dem Präfix der Typusgattung, Sterolibacterium, und der Endung „-aceae“ für Familien in der Botanik.
Die Bezeichnung der Typusgattung Sterolibacterium setzt sich zusammen aus neulateinisch sterol ‚Sterol‘ und lateinisch bacterium kleines Stäbchen, bedeutet also ein Sterol-nutzendes kleines Stäbchen.

## Sterolibacterium denitrificans
Sterolibacterium ist eine Gattung gramnegativer, stäbchenförmiger Bakterien, die über eine Oxidase und eine Katalase verfügen. 
Bisher (Stand August 2023) ist nur eine einzige Art (Art) dieser Gattung offiziell beschrieben, Sterolibacterium denitrificans.
Sterolibacterium denitrificans ist daher ein gramnegatives, stäbchenförmiges Bakterium.
Es hat eine einzige polare Geißel (Flagellum) und ist daher beweglich (motil).
Silvana Tarlera und Ewald Denner (2003) konnten einen von ihnen als Chol-1S bezeichneten Bakterienstamm in einer Anreicherungskultur aus einem anoxischen USB-Reaktor zur Sickerwasser-Behandlung aus Mülldeponien von Montevideo, Uruguay, isolieren. Wie sich zeigte, kann dieser Stamm Cholesterin (auch Cholesterol genannt) zu Kohlendioxid (CO2) oxidieren und Nitrat (NO3−) zu Distickstoff (N2) reduzieren.
Die Zellen dieses Stammes sind gramnegativ, stäbchenförmig bis leicht gekrümmt,
1,0-1,3 μm lang und 0,5–0,6 μm im Durchmesser; sie sind durch ein einzelnes polares (endständiges) Flagellum beweglich. Die optimalen Wachstumsbedingungen liegen bei 30-32 °C und einem pH-Wert von 7,0. Ihre Verdopplungszeit beträgt, wenn Cholesterin als einzige Kohlenstoff- und Energiequelle verwendet wird, 44-46 Stunden. 
Der Stoffwechsel des Stammes Chol-1S ist ein reiner Atmungsstoffwechsel mit Sauerstoff oder Nitrat als letztlichem (terminalem) Elektronenakzeptor. Ubichinon-8 als einziges Atmungs-Lipochinon deutet darauf hin, dass der Stamm Chol-1S zu den β-Proteobakterien innerhalb der Pseudomonadota (Proteobakterien) gehören könnte. Das vorherrschende polare Lipid ist Phosphatidylethanolamin, der G+C-Gehalt der DNA beträgt 65,3 mol% (Molprozent).

Aus der Analyse der 16S rDNA folgerten Tarlera und Denner, dass der Stamm Chol-1ST eine eigene Linie innerhalb der aus den Gattungen Thauera, Azoarcus, Zoogloea und Rhodocyclus gebildeten Klade (die Familie Rhodocyclaceae) der β-Proteobakterien darstellt. 
Der Stamm Chol-1S hatte die größte Sequenzähnlichkeit (96,5 %) mit dem Stamm 72Chol (alias DSM 12783), einem denitrifizierenden β-Proteobakterium.
Die Autoren schlugen daher die Einrichtung einer neuen Gattung Sterolibacterium mit der (ebenfalls neuen) Typusart S. denitrificans und Referenzstamm Chol-1ST (alias DSM 13999T oder ATCC BAA-354T) vor.
Die GTDB verortet diese Gattung ebenfalls in der Familie Rhodocyclaceae, ebenso wie die anderen in der LPSN der Familie Strolibacteraceae klassifizierten Familien.
Rich Boden et al. klassifizierten diese Gattung aufgrund ihrer Studien 2017 jedoch hier als Typus in die neue Familie Sterolibacteriaceae, ebenso Paloma Garrido-Amador  (2023).

## Nitricoxidivorans perseveransundNitricoxidireducens bremensis
Wie von Paloma Garrido Amador und Boran Kartal vom Max-Planck-Institut für Marine Mikrobiologie (MPI-MM) in Bremen in einer im Sommer 2023 veröffentlichten Studie berichtet, 
hatten die Autoren in der Bremer Kläranlage Proben aus dem Klärschlamm entnommen. Es war ihnen gelungen, zwei bis dahin unbekannte Arten von Bakterien in Bioreaktoren zu vermehren. Die Lebensbedingungen im Bioreaktor begünstigten so Mikroorganismen, die mit Stickstoffmonoxid (NO) überleben und anaerob wachsen konnten. Die beiden neuen, Ca. Nitricoxidivorans perseverans und Ca. Nitricoxidireducens bremensis genannten Spezies dominierten in dieser Anreicherungskultur und gediehen, indem sie das NO zu Distickstoff (N2, den gasförmigen Luftstickstoff) unter Energiegewinn reduzierten und so anaerob wachsen konnten. Während die Autoren mit Ca. Nitricoxidivorans und Ca. Nitricoxidireducens zwei verschiedene Gattungsnamen vorschlugen, stellt die NCBI-Taxonomie beide Arten derzeit eine gemeinsame Gattung Ca. Nitricoxidivorans.

### Genom
Die Autoren untersuchten Metagenom, Metatranskriptom und Metaproteom auf Reduktasen für Nitrit (NO2−) und Nitrat (NO3−). Ergebnis: Beide Mikroorganismen kodieren zwei Kopien der NO2−-Reduktase nirS vom Cytochrom-cd1-Typ. Ca. Nitricoxidivorans perseverans kodiert sowohl eine lösliche (periplasmatische) als auch eine membrangebundene NO3−-Reduktase (Gene napAB respektive narGHI), Ca. Nitricoxidireducens bremensis kodiert nur die periplasmatische Variante.
Das Genom von Ca. Nitricoxidireducens bremensis kodiert die drei Untereinheiten einer selenocysteinhaltigen Formiat-Dehydrogenase (FDH), während diese von den Autoren im Genom des die Kultur dominierenden Mikroorganismus Ca. Nitricoxidivorans perseverans nicht nachgewiesen werden konnte – allerdings könnte diese Spezies eine bisher unbekannte FDH-Variante oder ein Enzym mit unbekannter, unkonventioneller Formiat-Oxidationsaktivität verwenden. Andererseits könnte die Spezies auch andere Elektronendonatoren verwenden, die der Anreicherungskultur nicht von außen zugeführt wurden.

### Ökologie und Anwendungen
Die beiden Stämme in der Anreicherungskultur von Paloma Garrido Amador und Boran Kartal wandelten Stickstoffmonoxid (NO) sehr effizient in Distickstoff (Luftstickstoff, N2) um, es gab dabei praktisch keine Emissionen des Distickstoffmonoxid (Lachgas, N2O). 
Für die Anwendung besonders relevant ist die alleinige Produktion von N2. NO baut die Ozonschicht in der Erdatmosphäre ab, aber viele andere Mikroorganismen wandeln NO in N2O um, das ein starkes Treibhausgas ist – der Luftstickstoff N2 ist hingegen harmlos.
Die Autoren vermuten sogar, dass diese beiden Mikroorganismen sich von Stickstoffmonoxid (NO) und Distickstoffmonoxid (N2O) ernähren können. Werden dies von anderen Mikroorganismen freigesetzt, so verringern sie auf diese Weise „nitrosativen Stress“ durch zu hohe Konzentrationen an den beiden Substanzen, und minimieren die Emission dieser klimawirksamen Gase in die Atmosphäre.

### Evolution
Auf der frühen Erde, lange vor dem Beginn der Sauerstoff erzeugenden Photosynthese, war durch Blitze und Vulkanismus erzeugtes Stickstoffmonoxid (NO) das stärkste Oxidationsmittel, das dem Leben zur Verfügung stand. 
Als energiereiches Oxidationsmittel könnte NO könnte bei der Entstehung und Entwicklung des Lebens auf der Erde eine grundlegende Rolle gespielt haben, da es als energiereiches Oxidationsmittel verfügbar war.
So könnte eine mit der modernen Denitrifikation verwandte primordiale NO-Reduktase (NOR) eine Schlüsselrolle bei der Entwicklung eines bioenergetischen Weges als Vorläufer für die heutigen terminalen Oxidasen der aeroben Atmung  gespielt haben. 
Das würde erklären und verständlich machen, warum es Mikroben gibt, die NO für ihr Wachstum nutzen, trotz seiner Toxizität für die meisten Organismen.